# Ciepłota ciała
Ciepłota ciała – stała średnia temperatura ciała, właściwa zwierzętom stałocieplnym, niezależna od zmian temperatury otoczenia.
Utrzymywaniem ciepłoty ciała kieruje centralny ośrodek termoregulacji w mózgu za pośrednictwem ośrodków wykonawczych w rdzeniu przedłużonym i kręgowym, przez regulację mechanizmów oddawania ciepła (rozszerzenie lub zwężenie naczyń skóry, wydzielanie potu) oraz wytwarzanie ciepła, głównie w procesach utleniania składników pokarmowych).
Ciepłota ciała u człowieka wynosi 36–37 °C. Wzmożenie ciepłoty ciała występuje wówczas, gdy wytwarzanie ciepła przekracza możliwości jego utraty przez efektorowe mechanizmy termoregulacyjne, np. podczas wysiłku fizycznego lub wskutek zaburzeń w działaniu ośrodka termoregulacji, spowodowanych jego intoksykacją w przebiegu chorób zakaźnych lub zatruć, a także w wyniku zaburzeń hormonalnych.
Obniżenie ciepłoty ciała zmniejsza intensywność procesów życiowych. Sztuczne obniżenie ciepłoty ciała umożliwia wykonywanie zabiegów operacyjnych wymagających ograniczenia lub wyłączenia krążenia krwi, w tzw. hipotermii.